# حسین زمردیان
حسین زمردیان (۱۷ شهریور ۱۳۱۵ شیراز – ۳ امرداد ۱۳۹۹ تهران) از استادان برجسته دانشگاه تهران در رشته ژئوفیزیک و ژئودزی و بنیان‌گذار گرانی‌سنجی نوین در ایران است. وي در دهه پنجاه خورشیدی معاون و رئیس مؤسسه ژئوفیزیک دانشگاه تهران  و در دهه هفتاد خورشیدی رئیس دانشگاه هرمزگان و بنیان‌گذار و رئیس مرکز ملی اقیانوس‌شناسی بود. وی همچنین یکی از بنیانگذاران انجمن ژئوفیزیک ایران بود که در دو دوره، ریاست هیأت مدیره این انجمن را نیز بر عهده داشت.

## زندگی‌نامه

### تحصیلات
حسین زمردیان تحصیلات دوره متوسطه تا کلاس پنجم نظام قدیم را در دبیرستان نمازی شیراز و تحصیلات ششم متوسطه (ریاضیات) را در دبیرستان هدف در تهران به پایان رساند. سپس در دانشگاه تهران در کنار استادانی همچون محمود حسابی و حسین کشی افشار در رشته فیزیک به تحصیل پرداخت. پس از اخذ مدرک لیسانس در سال ۱۳۳۷ در این رشته، از سال ۱۳۳۹ برای ادامه تحصیل به آلمان عزیمت کرد و در سال ۱۳۴۳ موفق به اخذ مدرک فوق لیسانس در رشته ژئودزی از دانشگاه فنی مونیخ و مدرک دکترا در همین رشته و از همین دانشگاه در سال ۱۳۴۶ گشت.

### تجربیات علمی و دانشگاهی
بعد از اخذ مدرک لیسانس حسین زمردیان دو سال تا ۱۳۳۹ تصدی بخش گرانی‌سنجی را در مؤسسه تازه تأسیس ژئوفیزیک دانشگاه تهران بر عهده گرفت.پس از اخذ مدرک فوق لیسانس از دانشگاه فنی مونیخ از سال ۱۳۴۳ تا ۱۳۴۶ به عنوان دستیار پژوهشی در مؤسسه تحقیقات ژئودزی آلمان وابسته به آکادمی علوم استان باواریا (بایرن) مشغول به کار شد. در طول این سال‌ها اندازه‌گیری گرانی‌سنجی بخش عمده‌ای از شبکه‌های جنوب آلمان را به اتمام رسانده و عملیات محاسبه و پردازش این اندازه‌گیری‌ها را به انجام رساند. پس از بازگشت به ایران از سال ۱۳۴۷ در سمت استادیار و از سال ۱۳۵۱ در سمت دانشیار در مؤسسه ژئوفیزیک دانشگاه تهران مشغول به کار گشت. در سمت استادیار از سال ۱۳۴۷ تا ۱۳۵۱ وی بخش تحقیقات مؤسسه ژئوفیزیک دانشگاه تهران را پایه‌گذاری نمود. در این بخش برنامه کلی برای ایجاد شبکه‌های گرانی‌سنجی کشور انجام شد و اندازه‌گیری‌های شبکه گرانی‌سنجی درجه اول ایران تکامل یافت. در طول سال‌های ۱۳۵۱ تا ۱۳۶۶ ضمن اداره بخش گرانی‌سنجی مؤسسه ژئوفیزیک اندازه‌گیری شبکه درجه دوم گرانی‌سنجی ایران را آغاز کرده و بخش اول آن در استان آذربایجان را به اتمام رساند. ضمناً خط همسنجی گرانی‌سنجی کشور (Iranian National Gravity Calibration Line) برای اولین بار از شیراز تا چالوس و با کمک سازمان نقشه‌برداری کشور ادامه این خط از جنوب تا بندرعباس و از شمال تا آستارا با ۸۹ ایستگاه گرانی‌سنجی در این دوره از فعالیت‌های علمی ایشان، پایه‌گذاری و انجام شد. وی در سال ۱۳۵۶ خورشیدی دانشکده علوم و فنون فضایی دانشگاه علوم و فنون را راه‌اندازی کرد و تا سال ۱۳۵۸ ریاست این دانشکده را عهده‌دار بود. این دانشکده شامل گروه‌های هواشناسی، سنجش از دور، زمین‌شناسی سیارات و هواشناسی راداری بود و عملاً شروع استفاده از علوم فضایی کاربردی در کشور را ممکن ساخت. او در سال ۱۳۶۶ به مقام استادی دانشگاه تهران نائل شد. در طول سال‌های ۱۳۶۶ تا ۱۳۸۲ در برنامه‌ریزی و ایجاد دوره کارشناسی ارشد ژئوفیزیک در مؤسسه ژئوفیزیک دانشگاه تهران و آموزش و راهنمایی دانشجویان این مقطع همکاری بسزایی داشته‌است. از سال ۱۳۶۵ تا ۱۳۷۱ حسین زمردیان ریاست کمیته ملی اقیانوس‌شناسی وابسته به کمیسیون ملی یونسکو را عهده‌دار بود. در این مدت با همکاری مسئولان کمیسیون ملی یونسکو در هماهنگی مسائل اقیانوس‌شناسی کشور، ایجاد سمینارها و همایش‌های مربوط فعالیت داشت. در سال ۱۳۷۱ با حکم وزیر وقت فرهنگ و آموزش عالی به سمت ریاست دانشگاه هرمزگان منصوب گردید و عملاً این دانشگاه را ایجاد نمود. این دانشگاه که در جهت جذب دانشجویان بومی برنامه‌ریزی شده بود در پایان ریاست وی در سال ۱۳۷۴ در رشته‌های فیزیک، شیمی، ریاضی، ادبیات فارسی، مهندسی صنایع و مهندسی مکانیک فعالیت داشت. همچنین در سال ۱۳۷۱ مأموریت ایجاد مرکز ملی اقیانوس‌شناسی ایران (هم‌اکنون بنام پژوهشگاه ملی اقیانوس‌شناسی و علوم جوی) از طرف وزارت فرهنگ و آموزش عالی بر عهده حسین زمردیان گذاشته شد. برای اولین بار این مرکز با هدف «پژوهش در تمام زمینه‌های علوم و فنون دریایی، برنامه‌ریزی برای استفاده بهتر از منابع دریایی، کمک و مشورت دادن به مسئولان کشور در زمینه سیاست‌گذاری دریایی در چهارچوب برنامه‌های دولت، ارتقاء سطح دانش، پژوهش و فناوری دریایی کشور» پایه‌گذاری شد. در طول فعالیت دکتر زمردیان در این مرکز تا سال ۱۳۸۱ پنج گروه پژوهشی (۱-گرده علوم زیستی دریا، ۲-گروه علوم غیر زیستی دریا، ۳-گروه داده‌های اقیانوسی، ۴-گروه مهندسی و تکنولوژی دریا، ۵-گروه تحقیقات ویزه) فعالیت خود را آغاز نمودند. ضمناً در این مدت ۹ طرح پژوهشی در سطح ملی از جمله: طرح ایجاد ایستگاه دریافت اطلاعات ماهواره‌ای، طرح مدیریت سواحل با استفاده از تکنیکهای مطالعات جغرافیایی، طرح بررسی آلودگی نفتی خلیج فارس و اثر آن بر روی آبزیان، طرح مطالعه بالا آمدن آب دریای خزر، طرح توسعه آموزشهای دریایی در دانشگاه‌های کشور برنامه‌ریزی و اجرا شدند. از اردیبهشت ۱۳۸۲ تا دی‌ماه ۱۳۸۵ حسین زمردیان با همکاری استادان ارزنده و متخصصان، گروه ژئوفیزیک دانشگاه آزاد اسلامی واحد علوم و تحقیقات تهران را در سطوح کارشناسی ارشد و دکترا راه‌اندازی نمودو کوشش نمود تا این گروه از کیفیت خوب و همسان با دانشگاه‌های دولتی برخوردار باشد. وی بیش از پنجاه سال عضو هیئت علمی دانشگاه تهران بود.

## سمت‌ها و سایر فعالیت‌ها

### سمت‌های مدیریتی[۲۹][۳۰][۳۱][۳۲][۳۳][۳۴][۳۵]

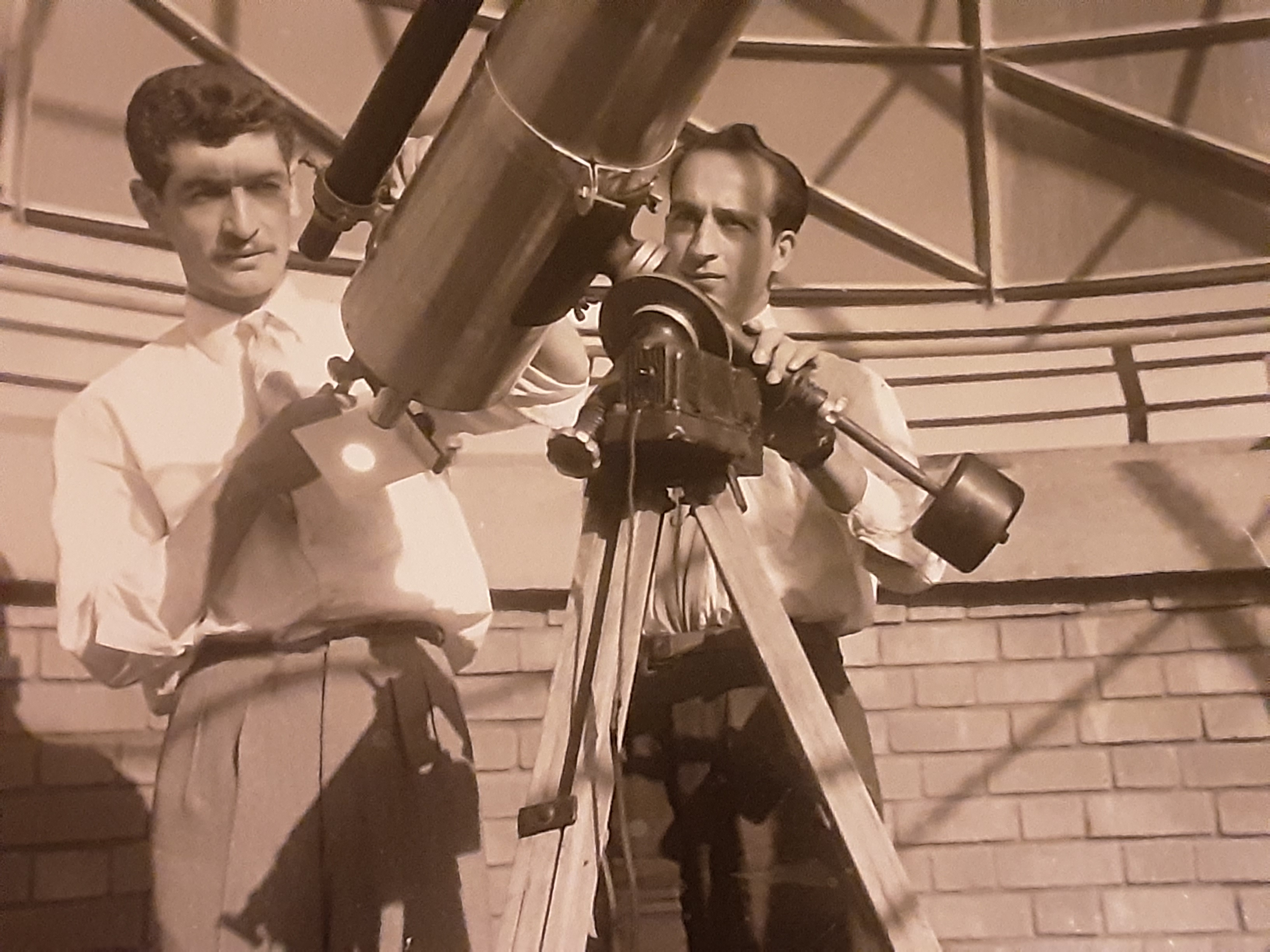
حسین زمردیان از سمت چپ در پشت تلسکوپ مرکز تحقیقات فیزیک خورشیدی، مؤسسه‌ی ژئوفیزیک دانشگاه تهران (مربوط به اواخر دهه سی یا اوایل دهه چهل خورشیدی است)

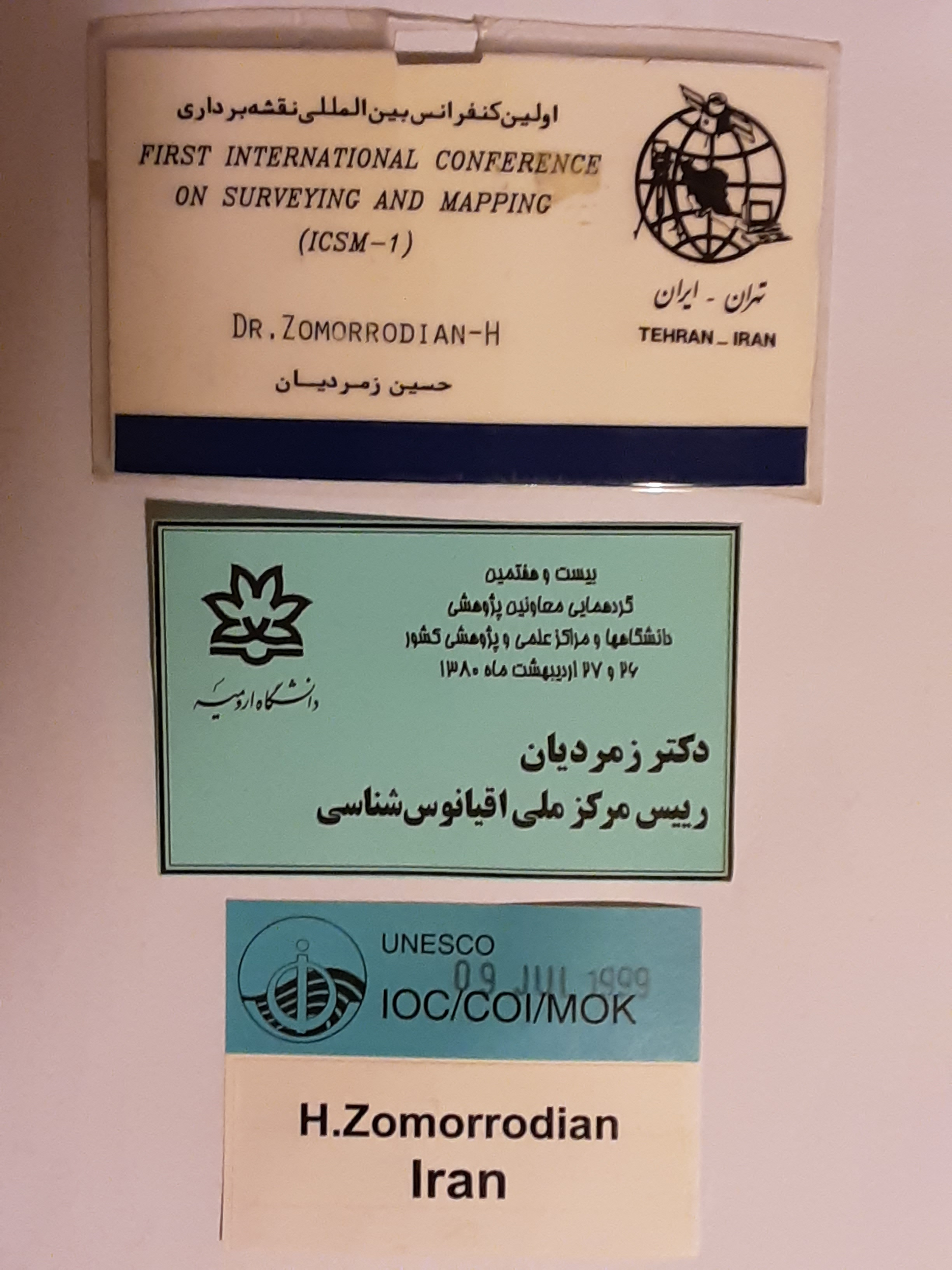
شرکت در همایش‌ها و کنفرانس‌های ملی و بین‌المللی

۱۳۴۹ تا ۱۳۵۴ معاونت مؤسسه ژئوفیزیک دانشگاه تهران
۱۳۵۴ تا ۱۳۵۶ ریاست مؤسسه ژئوفیزیک دانشگاه تهران
۱۳۵۶ تا ۱۳۵۸ پایه‌گذار و رئیس دانشکده علوم و فنون فضایی دانشگاه علوم و فنون
۱۳۶۱ تا ۱۳۶۳ مدیریت گروه فیزیک زمین مؤسسه ژئوفیزیک دانشگاه تهران
۱۳۶۵ تا ۱۳۷۱ (در سه دوره دو ساله) ریاست کمیته اقیانوس‌شناسی وابسته به کمیسیون ملی یونسکو در ایران
۱۳۷۱ تا ۱۳۷۴ ریاست دانشگاه هرمزگان
۱۳۷۱ تا ۱۳۸۰ بنیان‌گذار و رئیس مرکز ملی اقیانوس‌شناسی
۱۳۷۲ تا ۱۳۷۹ عضو شورای اجرایی بین‌الدول اقیانوس‌شناسی وابسته به سازمان جهانی یونسکو
۱۳۷۷ تا ۱۳۷۹ نایب رئیس کمیته منطقه‌ای اقیانوس هند (IOCINDIO) وابسته به سازمان جهانی یونسکو
۱۳۶۰ تا ۱۳۷۰ و ۱۳۷۰ تا ۱۳۸۵ در دو دوره رئیس انجمن ژئوفیزیک ایران
۱۳۸۲ تا ۱۳۸۵ مدیر و پایه‌گذار گروه تخصصی ژئوفیزیک دانشگاه آزاد اسلامی واحد علوم و تحقیقات تهران
از ۱۳۸۸ تا ۱۳۹۷ عضو هیئت مؤسس و هیئت امنای دانشگاه غیردولتی و غیرانتفاعی زرندیه

### سایر فعالیت‌ها
از سال ۱۳۵۸ همکاری با گروه‌های واژه‌گزینی ژئوفیزیک و هواشناسی در مرکز نشر دانشگاهی و فرهنگستان زبان و ادبیات فارسی تا اسفند ۱۳۹۸
در طول سال‌های ۱۳۵۸ تا ۱۳۶۴ همکاری با سازمان نقشه‌برداری کشور در ایجاد بخش گرانی‌سنجی و هدایت اندازه‌گیری‌ها و توسعه خط ملی کالیبراسیون گرانی‌سنجی تا آستارا

### فعالیت‌های آموزشی
در طول بیش از چهل سال تدریس دانشگاهی دکتر زمردیان تدریس دروس زیر را در سطوح کارشناسی، کارشناسی ارشد و دکترا در دانشگاه تهران، دانشگاه کرمانشاه، دانشگاه اهواز و برخی دانشگاه‌های دیگر از جمله دانشگاه آزاد اسلامی را عهده‌دار بود: گرانی‌سنجی ۱، گرانی‌سنجی پیشرفته، ژئودزی فیزیکی، ژئوفیزیک عمومی، فیزیک نجومی، فیزیک زمین، فیزیک فضا، ژئودینامیک، نقشه‌برداری مقدماتی، تئوری پتانسیل، گرانی‌سنجی دریایی، کشند، ژئودزی ماهواره‌ای، سامانه موقعیت‌یاب جهانی. در این میان ایشان راهنمایی بیش از ۷۰ پایان‌نامه کارشناسی ارشد و دکترا را عهده‌دار بودند.

### فعالیت‌های پژوهشی[۴۲][۴۳][۴۴]

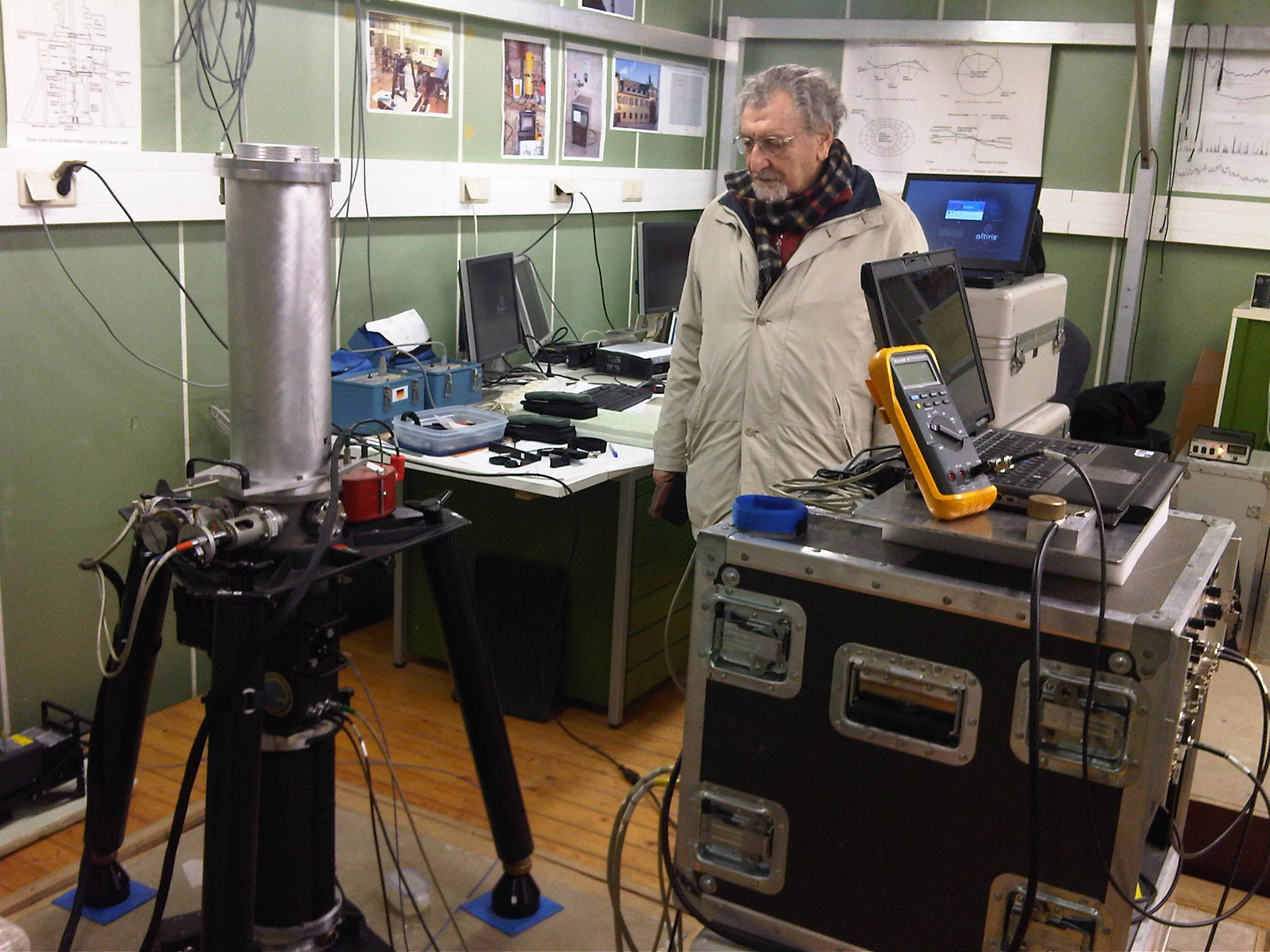
دکتر زمردیان هنگام بازدید از یکی از مراکز کالیبراسیون گرانی‌سنج در آلمان

طرح اندازه‌گیری و محاسبه شبکه درجه اول گرانی ایران (به عنوان مجری طرح)
طرح اندازه‌گیری و محاسبه شبکه درجه دوم گرانی ایران (بخش اول آذربایجان)
طرح ایجاد خط کالب‌زنی (همسنجی) گرانی ایران (به عنوان مجری طرح)
طرح محاسبه زمینوار (ژئویید) ایران (به عنوان مجری طرح)
طرح محاسبه و معرفی مبنای گرانی ایران (به عنوان مدیر اجرایی طرح)
طرح مدیریت سواحل با استفاده از اطلاعات جغرافیایی (به عنوان مجری طرح)
طرح مطالعه بالا آمدن آب دریای خزر (TSS I)
طرح ایجاد پایگاه مطالعاتی دریایی مرکز ملی اقیانوس‌شناسی در چابهار (به عنوان مجری طرح)
طرح جمع‌آوری و ارزیابی محیطی سواحل جنوبی دریایی خزر

## آثار علمی

### کتاب‌های تألیفی

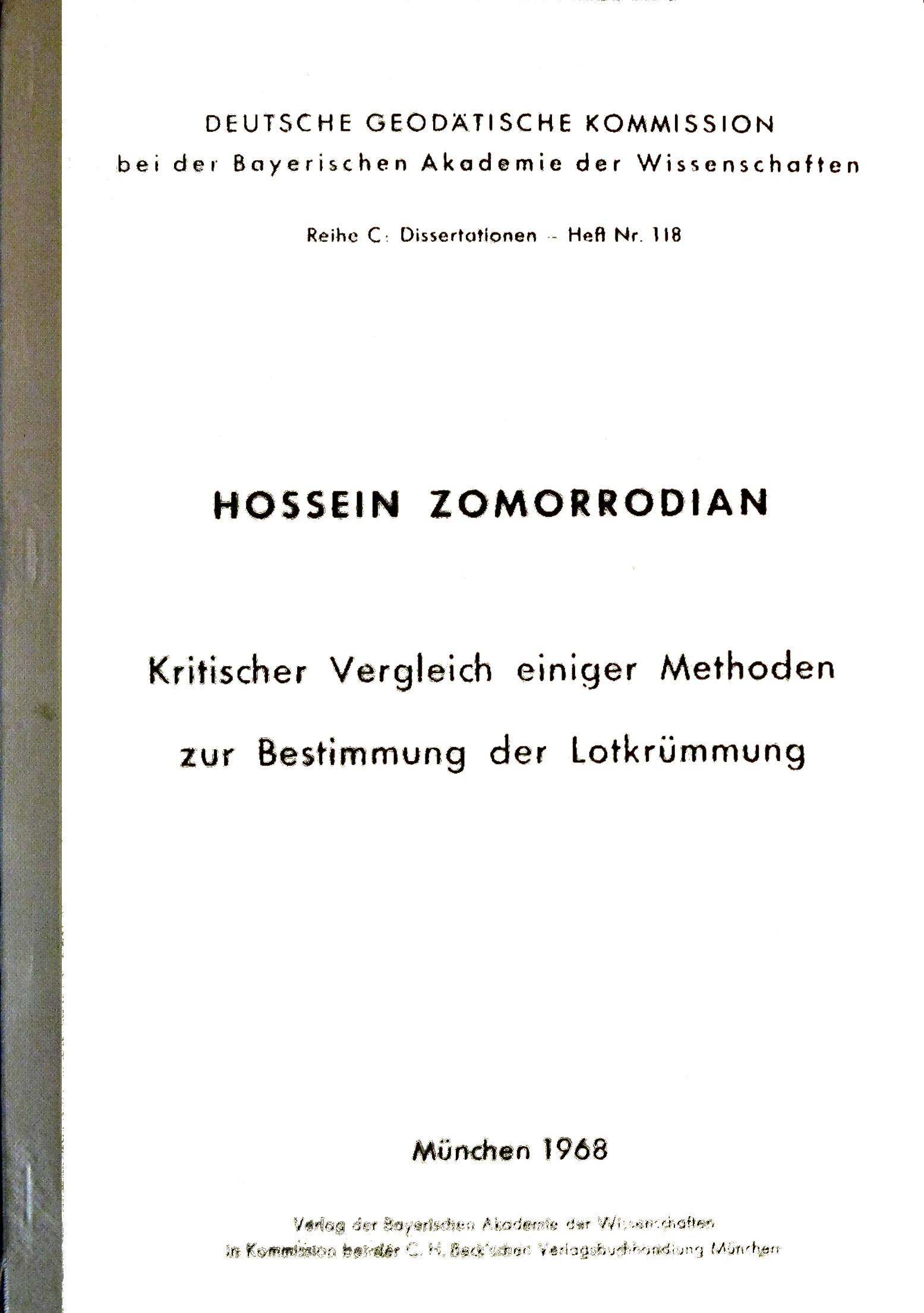

1) Kritischer Vergleich einiger Methoden der Lotkrümmung ناشر: کمیسیون ژئودزی آلمان ۱۹۶۸
۲) واژه‌نامه ژئوفیزیک و هواشناسی (انگلیسی – فارسی و فارسی – انگلیسی) با کمک: حسین اردکانی، بیژن اسفندیاری، تاج‌الدین بنی‌هاشم، حسن حاجب حسینیه، لطیف کاشیگر و امیر حسین موسوی، مرکز نشر دانشگاهی ۱۳۷۰
۳) واژه‌نامه علوم زمین با کمک: تاج‌الدین بنی‌هاشم، جمشید حسن‌زاده، حسن عسگری شیرازی، لطیف کاشیگر، فرید مر، علی محمد نوریان و عبد‌المجید یعقوب‌پور. ناشر: فرهنگستان علوم، فرهنگستان زبان و ادب فارسی و مرکز نشر دانشگاهی ۱۳۸۰

### سردبیری و مدیریت نشریات علمی
نشریه فیزیک زمین و فضا (در سه نوبت هر کدام به مدت دو سال ۱۳۶۳، ۱۳۷۰ و ۱۳۸۰ سردبیر نشریه علمی مذکور)
مجله اقیانوس‌شناسی (سردبیر از سال ۱۳۷۷ تا ۱۳۷۹)
مجله ژئوفیزیک ایران (مدیر مسئول حداقل در یک نوبت، جلد ۱، شماره یک، ۱۳۸۶، سردبیر دکتر حمیدرضا سیاه‌کوهی)
Iranian Journal of Geophysics, Vol.1, No. 1, 2008

### ترجمه کتاب
۱) مقدمه‌ای بر کاوش ژئوفیزیکی (Introduction to Geophysical Processing, from Milton B. Dobrin) ویرایش ۱۹۶۰، ترجمه با کمک: محمد ثبوتی، بهرام عکاشه و ناصر حسین‌زاده گویا
۲) مبانی نجوم، Elementary Astronomy به تألیف Helen Pilans, Beverly Lynds, Otto Struve ویرایش سال ۱۹۷۱، ترجمه با کمک: بهروز حاجبی
۳) ژئوفیزیک کاربردی، Applied Geophysics به تألیف W.M. Telford, L. P. Geldart, R.E. Sheriff and D.A. Keys، ترجمه با کمک: حسن حاجب حسینیه
۴) اطلس ابرهای دریایی، Marine Cloud Album ناشر: سازمان هواشناسی جهانی  (شماره ۶۵۹ در سال ۱۹۸۷) ترجمه با کمک: تاج‌الدین بنی هاشم، جمشید حسن‌زاده، حسن عسگری شیرازی، لطیف کاشیگر، فرید مر و عبدالمجید یعقوب پور
۵) ژئودزی فیزیکی، Physical Geodesy به تألیف برنهارد هوفمن–ولنهف و هلموت موریتز (۲۰۰۶)
۶) دریاچه آتشفشان (مار)ها در ایفل آلمان و در کرمان ایران. ترجمه مقاله‌ای به تألیف ایرج عشقی با همکاری ورنر کازیک تحت عنوان: Maarvulkanismus in der Eifel, West Deutschland und im Gebiet von Kerman, Südost-Iran حروف چینی فارسی، صفحه‌آرایی و تنظیم شکل‌ها: سیامک معززی
۷) ژئودزی کاربردی، Geodesy به تألیف ولفگانگ تورگه و یورگن مولر می‌باشد. ترجمه از چاپ چهارم ۲۰۱۱ با گمک: کامران تاجیک و مهدیه وزیری

### اختراعات
دستگاه گرانی‌سنج بدون استفاده از فنر با تعلیق مغناطیسی (مخترعان دکتر علیرضا حاجیان و دکتر حسین زمردیان، شماره اظهارنامه اختراع: ۳۸۶۱۰۰۵۰ مورخ ۱۳۸۶/۱۰/۳)

## جوایز و عنوان‌های علمی و تحقیقاتی

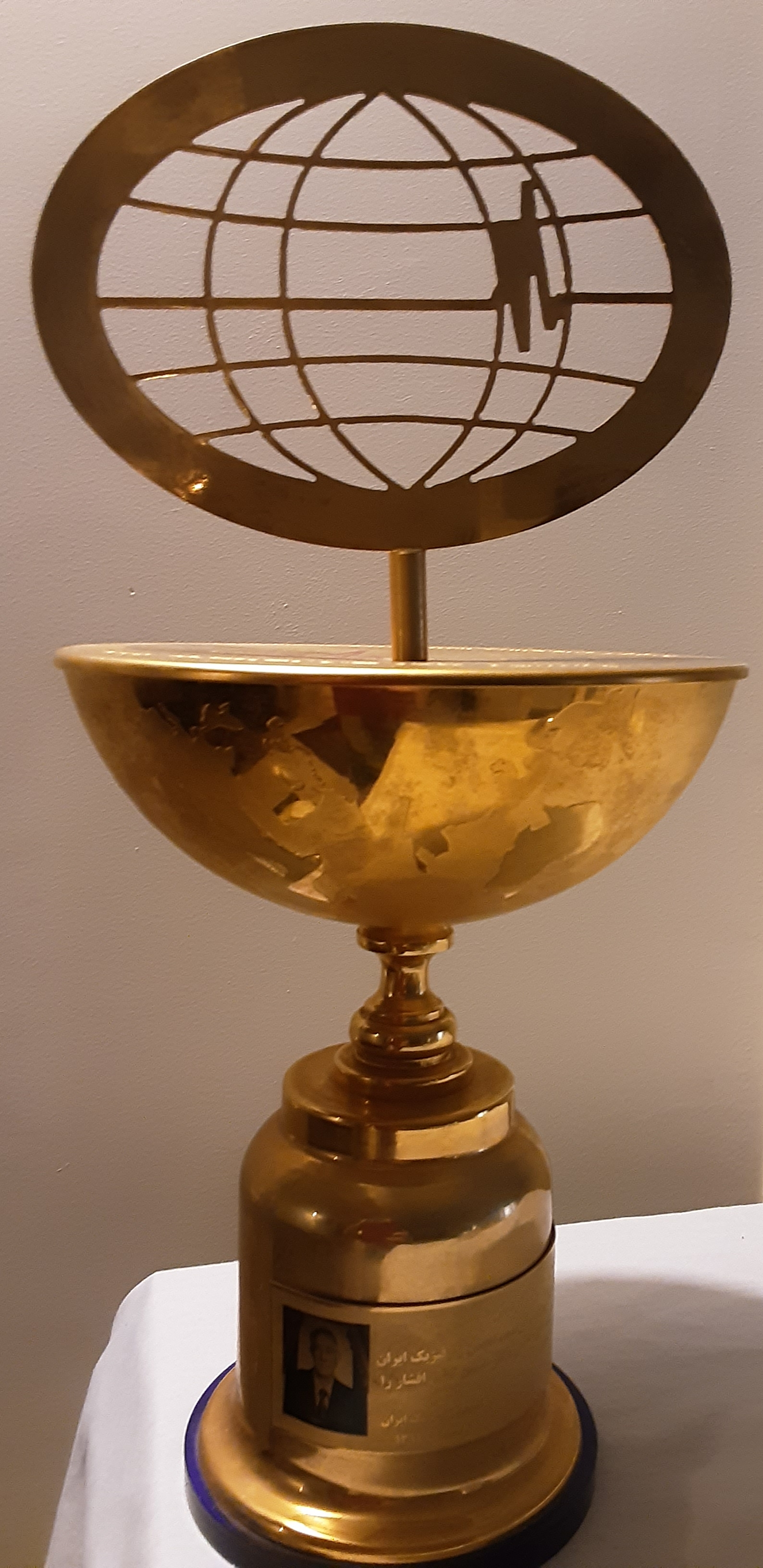
اولین جایزه دکتر کشی افشار برای دکتر حسین زمردیان

### جوایز
دریافت جایزه بهترین پژوهش کاربردی دانشگاه تهران در سال ۱۳۵۲، برای مقاله "ایجاد خط ملی کالب‌زنی (همسنجی) گرانی ایران
دریافت جایزه دانشگاه تهران برای بهترین ترجمه کتاب در علوم کاربردی در سال ۱۳۶۸ به خاطر ترجمه کتاب «ژئوفیزیک کاربردی»
دریافت اولین جایزه دکتر حسین کشی افشار از طرف انجمن ژئوفیزیک ایران در سال ۱۳۹۱ «به پاس سال‌ها کوشش ارزنده در پیشرفت علم ژئوفیزیک در کشور»
دریافت مدال طلای فستیوال «مخترعان، مبتکران، و نوآوران» برای ارائه اختراع «آشکارساز گرانی زیرسطح هوشمند با استفاده از شبکه‌های عصبی» معرفی شده بوسیله علیرضا حاجیان و حسین زمردیان، دانشگاه آزاد اسلامی، واحد علوم و تحقیقات فارس، اردیبهشت ۱۳۹۳

### عنوان‌ها
دریافت درجه استادی افتخاری آکادمی نفت و گاز قزاقستان در سال ۱۳۸۰، به خاطر «همکاری‌های ارزنده و جدی با دانشگاه‌های کشورهای حاشیه دریای خزر در زمینه آموزش و حفظ محیط زیست این دریا»
دریافت عنوان "اقیانوس‌شناس نمونه سال ۱۳۸۷" از طرف مرکز ملی اقیانوس‌شناسی و کمیسیون ملی یونسکو در ایران به پاس "تلاش‌های مستمر در عرصه آموزش و پژوهش اقیانوس‌شناسی و کوشش برای استقلال و خودکفایی علمی کشور در این زمینه"
در خردادماه ۱۳۹۹ حسین زمردیان «از سوی کمیته ملی اقیانوس‌شناسی کمیسیون ملی یونسکو به اتفاق آرا به عنوان یکی از مفاخر علوم دریایی کشور معرفی گردید.»